# Lijst van voetbalinterlands Griekenland - Servië
Deze lijst van voetbalinterlands is een overzicht van alle officiële voetbalwedstrijden tussen de nationale teams van Griekenland en Servië. De landen hebben tot op heden twee keer tegen elkaar gespeeld. De eerste ontmoeting, een vriendschappelijke wedstrijd, werd gespeeld in Belgrado op 11 augustus 2010. Het laatste duel, eveneens een vriendschappelijke wedstrijd, vond plaats op 18 november 2014 in Chania.

## Wedstrijden
| № | Plaats   | Datum            | Competitie        | Wedstrijd            | Uitslag |
| - | -------- | ---------------- | ----------------- | -------------------- | ------- |
| 1 | Belgrado | 11 augustus 2010 | Vriendschappelijk | Servië – Griekenland | 0 – 1   |
| 2 | Chania   | 18 november 2014 | Vriendschappelijk | Griekenland – Servië | 0 – 2   |

## Samenvatting
| Competitie        | Totaal gespeeld | Winst Griekenland | Gelijk | Winst Servië | Doelsaldo Griekenland – Servië |
| ----------------- | --------------- | ----------------- | ------ | ------------ | ------------------------------ |
| Vriendschappelijk | 2               | 1                 | 0      | 1            | 1 − 2                          |
| Totaal            | 2               | 1                 | 0      | 1            | 1 − 2                          |

## Details

### Eerste ontmoeting
De eerste ontmoeting tussen de nationale voetbalploegen van Griekenland en Servië vond plaats op 11 augustus 2010 (aanvangstijdstip 20:30 uur). Het vriendschappelijke duel, bijgewoond door 10.000 toeschouwers, werd gespeeld in het Stadion Partizan in Belgrado, en stond onder leiding van scheidsrechter Fernando Teixeira uit Spanje. Hij werd geassisteerd door zijn landgenoten Victoriano Díaz en Raúl Cabañero. Bij Griekenland maakten drie spelers hun debuut voor de nationale ploeg: Giannis Maniatis (Panionios), Stergos Marinos (Panathinaikos) en Giannis Papadopoulos (Olympiakos Piraeus). Bondscoach Fernando Santos zat voor het eerst op de bank bij de Grieken.
| Vriendschappelijk (Belgrado, Servië, 11 augustus 2010): |              | |
| Servië | 0 – 1        | Griekenland |
| | goals        | 45' Dimitrios Salpigidis |
| Radomir Antić | bondscoach   | Fernando Santos |
| Anđelko Đuričić Nemanja Vidić Neven Subotić Ivan Obradović 46' Branislav Ivanović Radosav Petrović 58' Nenad Milijaš 46' Zdravko Kuzmanović Miloš Krasić 46' Nikola Žigić 75' Milan Jovanović 65' | opstellingen | Michalis Sifakis 81' Loukas Vyntra 62' Vassilios Torosidis Nikos Spyropoulos Sokratis Papastathopoulos 46' Sotirios Kyrgiakos 74' Sotiris Ninis Kostas Katsouranis 86' Giorgios Karagounis Georgios Samaras 46' Dimitrios Salpigidis |
| Aleksandar Kolarov 46' Miloš Ninković 46' Zoran Tošić 46' Gojko Kačar 58' Dragan Mrdja 65' Marko Pantelić 75' Željko Brkić Bojan Isailović Vladimir Stojković Aleksandar Luković Antonio Rukavina | wissels      | 46' Theofanis Gekas 46' Avraam Papadopoulos 62' Pantelis Kafes 74' Giannis Papadopoulos 81' Ioannis Maniatis 86' Stergos Marinos Alexandros Tzorvas Giorgios Tzavellas Stilianos Malezas Kostas Mitroglou                            |

### Tweede ontmoeting
| Vriendschappelijk (Chania, Griekenland, 18 november 2014):                                                         |       |                                        |
| Griekenland | 0 – 2 | Servië                                 |
| | goals | 60' Raća Petrović 90+2' Nemanja Gudelj |
| - Eerste duel na vertrek van Dick Advocaat als bondscoach van Servië; op de bank zat interim-coach Radovan Ćurčić. |       |                                        |